# 西山茂行
西山 茂行（にしやま しげゆき、1958年4月15日 - ）は、日本の実業家、馬主。
愛称は、「しげちゃん」。

## 経歴・人物
西山興業グループ代表を務める。オーシャンヴェールリゾート（南房パラダイス、館山カントリークラブ、館山ファミリーパーク、館山グランドホテル、いこいの村たてやま）、金融、レストランなどを展開している。オーシャンヴェールリゾートについては2012年4月以降は館山カントリークラブのみの営業となっている。
西山牧場創業者で大馬主でもあった西山正行の息子。また馬主きっての、野球好きでもあり、アンチ巨人ファンであり、アンチ巨人ながら東京ドームのジャイアンツシーズンシートを購入しており、読売ジャイアンツ戦を観ながら楽しんでいる。 昔は、中日ドラゴンズファンだったが、現在埼玉西武ライオンズファンである。

## 馬主活動

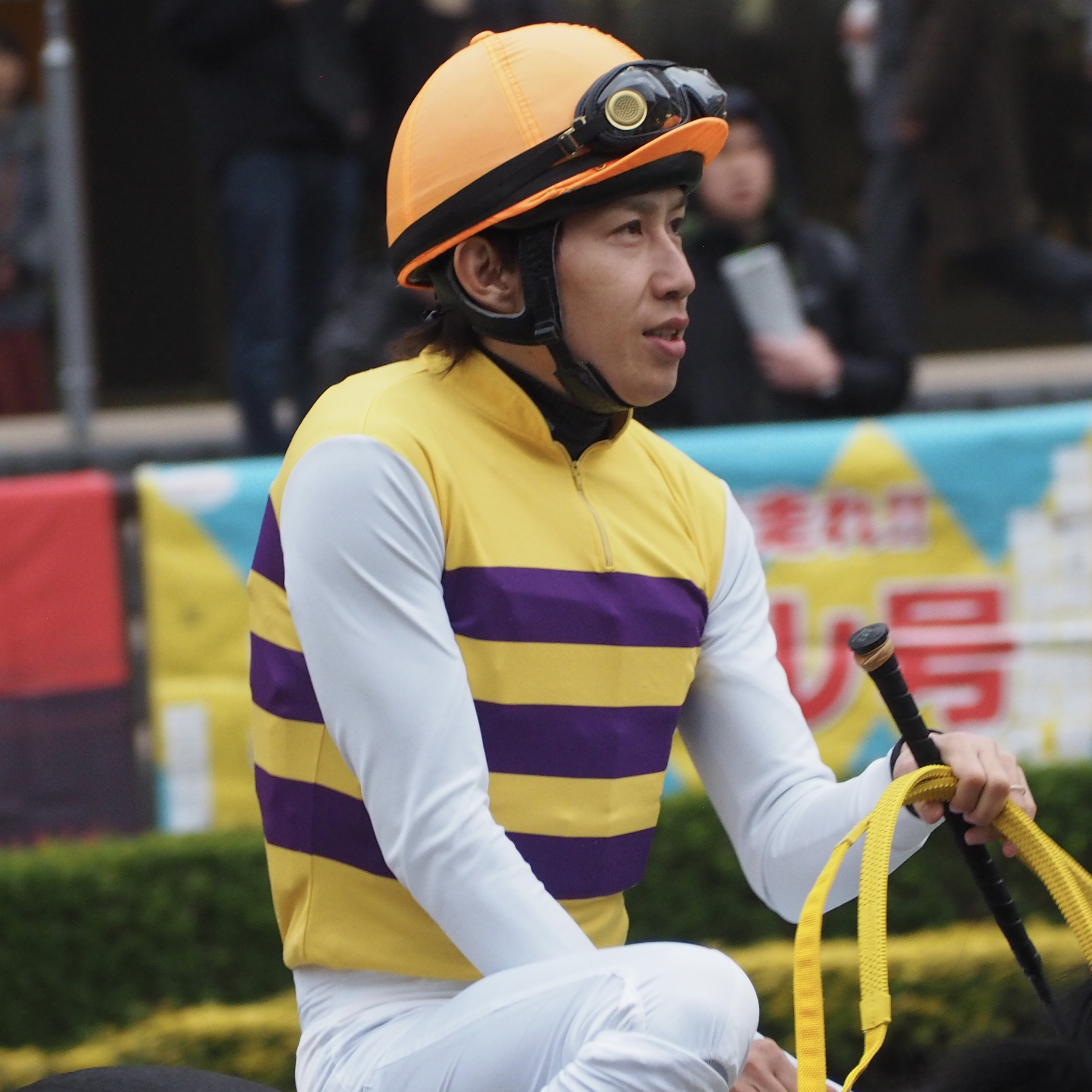
西山の勝負服を着用した田辺裕信

父・西山正行の跡を継ぎ、個人名義で日本中央競馬会ならびに地方競馬全国協会に馬主登録をしている。勝負服の柄は黄、紫三本輪、白袖（かつては黄、青三本輪、白袖や黄、水色三本輪、白袖であった）で、冠名は「ニシノ」（かつては法人「西山牧場」所有馬の冠名）、「セイウン」（かつては個人「西山正行」所有馬の冠名）を用い、自家生産・市場購入の区別なく両冠名を併用する。馬名は西山興業の従業員から募集して決定している。日刊スポーツで土曜日に競馬に関するコラム「言わせてもらう」を連載している。
西山牧場の代表でオーナーブリーダーとしても活動しているが、2008年に生産牧場をダーレー・ジャパン・ファームに売却し、現在は所有する繁殖牝馬を他の牧場に預託している。

## 主な所有馬
西山正行および西山牧場名義の所有馬については、各項目を参照。

### GI級競走優勝馬
- セイウンコウセイ（2017年高松宮記念、2018年函館スプリントステークス）
- ニシノデイジー（2018年札幌2歳ステークス、東京スポーツ杯2歳ステークス、2022年・2024年中山大障害）

出典:
なお、2008年の朝日杯フューチュリティステークスなどを優勝したセイウンワンダーは、馬名に西山牧場が所有した母セイウンクノイチの馬名の一部を用いている形であり、西山茂行の所有馬ではない。

### 重賞競走優勝馬
- ニシノナースコール（2005年秋華賞3着、2009年エンプレス杯出典:[6]）
- ニシノチャーミー（2006年函館2歳ステークス[6]）
- ニシノブルームーン（2010年中山牝馬ステークス[6]）
- ネロ（2016年、2017年京阪杯[7][8]）
- ニシノラピート（2017年しらさぎ賞[9]、東京シンデレラマイル[10]）
- セイウンハーデス（2023年七夕賞、2025年エプソムカップ）[6]
- ニシノエージェント（2025年京成杯）
- ニシノリンダ（2025年佐賀ユースカップ）

### その他の所有馬
- セイウンニムカウ（2005年アーリントンカップ2着）
- ニシノドコマデモ（2005年青葉賞2着）
- ニシノフジムスメ（2005年新潟2歳ステークス2着）
- ニシノシタン（2005年京成杯オータムハンデキャップ2着）
- ニシノヘブンズドア（2006年新潟ジャンプステークス2着）
- ニシノマオ（2006年小倉2歳ステークス2着）
- ニシノマナムスメ（2007年愛知杯2着）
- リーチザクラウン（臼田浩義から譲受[11]）
- ニシノウララ（新馬戦でアーモンドアイに勝利[12][13][14]）

## 著書
- 『馬主がバラした馬券術―アッと驚く競馬界の裏のウラ』（ベストセラーズ、1987年。ISBN 978-4584006535）
- 『馬主が書いた一日一言』（ミデアム出版社、1992年。ISBN 978-4944001286）
- 『これでウマレン万馬券がとれる!!―一攫千金も夢じゃない 馬主がズバリタネ明かし あなたはもう負け知らず』（学研プラス、1993年。ISBN 978-4054001435）
- 『なぜ弱い関東馬―なぜ強い関西馬 (競馬を考えるシリーズ)』（ミデアム出版社、1993年、井上泰司、佐藤洋一郎、原良馬との共著。ISBN 978-4944001354）